# (224617) Micromégas
Pour les articles homonymes, voir Micromegas.
(224617) Micromégas est un astéroïde de la ceinture principale.

## Description
(224617) Micromégas est un astéroïde de la ceinture principale. Il fut découvert par Jean-Claude Merlin le 22 décembre 2005 à Nogales. Il présente une orbite caractérisée par un demi-grand axe de 2,998 UA, une excentricité de 0,068 et une inclinaison de 2,196° par rapport à l'écliptique.
Il fut nommé en référence à Micromégas, conte philosophique écrit par Voltaire (paru en 1752).

## Compléments